# Collusion au baseball
Dans les Ligues majeures de baseball, la collusion est un terme faisant référence à une entente tacite entre plusieurs parties au préjudice d'une autre. On y réfère habituellement pour définir une entente entre plusieurs propriétaires d'équipes, au détriment des joueurs de baseball de la ligue, le plus célèbre exemple étant survenu durant les saisons mortes entre 1985 et 1987. 
Dans la convention collective qui unit les ligues majeures au syndicat des joueurs, le sujet de la collusion est abordé dans l'article XX, section E, paragraphe (1), de la manière suivante : « Les joueurs ne doivent pas agir de concert avec d'autres joueurs, et les équipes ne doivent pas agir de concert avec d'autres équipes. »

## Années 1980

### 1985

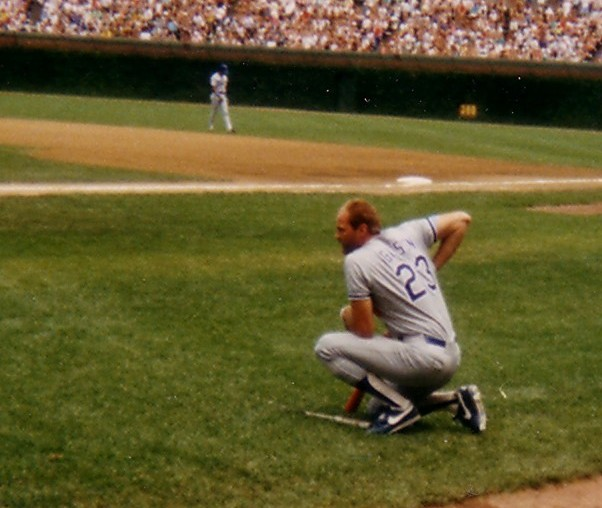
Kirk Gibson.

À l'issue de la saison des ligues majeures en 1985, seulement 4 des 35 agents libres disponibles changèrent d'équipe. Plusieurs joueurs étoiles devenus autonomes, tels Kirk Gibson et Phil Niekro, ne reçurent aucune offre d'autres équipes.
La situation sur le marché des agents libres différait donc radicalement de celles qui avaient prévalu au cours des années précédentes. En une de son édition du 9 décembre 1985, le magazine Sporting News s'étonnait d'ailleurs : Why Won't Anyone Sign Kirk Gibson? (« Pourquoi personne ne veut-il signer Kirk Gibson ? »).
Le propriétaire des Yankees de New York, George Steinbrenner, offrit quant à lui un contrat au receveur étoile des White Sox de Chicago, Carlton Fisk, mais il retira son offre presque immédiatement, à la suite d'un appel de Jerry Reinsdorf, propriétaire des White Sox.
Au début 1986, l'Association des joueurs des Ligues majeures de baseball (MLBPA) déposa une première plainte.

### 1986
Le marché des agents libres ne fut guère plus profitable pour les joueurs entre les saisons 1986 et 1987. Seulement quatre joueurs profitèrent de leur autonomie pour changer d'équipe, et pour la première fois depuis l'instauration du marché des joueurs autonomes le salaire moyen au baseball majeur connut une baisse. 
Le 18 février 1987, la MLBPA déposa une seconde plainte. 

### 1987
Après une décision en faveur des joueurs rendue par un arbitre en septembre 1987 (voir plus bas), les propriétaires changèrent leur tactique. Ils créèrent une banque de données pour partager les informations au sujet des offres de contrats proposées aux joueurs autonomes. Ceci affecta des agents libres tels Paul Molitor, Dennis Martinez et Jack Clark.
L'Association des joueurs déposa en janvier 1988 une troisième plainte.

### Conséquences
En septembre 1987, un arbitre, Thomas Roberts, statua que dans le cas de la plainte de l'année précédente, les propriétaires d'équipes avaient violé la convention collective de 1981.
Le 18 janvier 1988, Roberts détermina que, dans le premier cas de collusion, les joueurs avaient perdu une somme de 10,5 millions de dollars qui devrait leur être versée par les propriétaires. Sept joueurs obtinrent une « nouvelle » autonomie, en guise de compensation. Cet arrangement leur permettait d'offrir leurs services à n'importe quel club, sans perdre les sommes garanties par le contrat signé durant les années de collusion. Onze jours après cette annonce, Kirk Gibson quitta les Tigers de Detroit pour signer un nouveau pacte de 4,5 millions de dollars pour trois ans avec les Dodgers de Los Angeles.
En octobre 1989, l'arbitre George Nicolau statua que les propriétaires avaient violé la convention collective du baseball majeur lors du second cas de collusion (1986). Les pertes pour les joueurs furent estimées à 38 millions de dollars, et des athlètes tels Doyle Alexander, Bob Boone, Brian Downing, Rich Gedman, Ron Guidry et Willie Randolph se virent accorder une « nouvelle » autonomie.
Les dommages de la troisième année de collusion (1987) furent estimés à 64,5 millions de dollars.
Un accord survint en novembre 1990 relativement aux trois années de collusion. Les propriétaires acceptèrent de verser 280 millions de dollars à l'Association des joueurs, qui redistribua la somme parmi ceux de ses membres qui avaient été lésés.

## Années 2000

### Soupçons de collusion
Les propriétaires des Ligues majeures de baseball furent soupçonnés de collusion dans l'histoire récente. 
Dans la convention collective signée en 2006 pour la période allant de 2007 à 2011, les propriétaires acceptèrent de verser 12 millions de dollars aux joueurs, montant provenant d'une taxe (luxury tax) sur le partage des revenus. Les joueurs arguaient qu'il y avait eu collusion en 2002 et 2003 au détriment des agents libres. Malgré le règlement entre les deux parties, les propriétaires n’admettent pas les faits supposés par le syndicat.
En novembre 2007, l'Association des joueurs exprima son inquiétude sur la possibilité que des informations sur les offres soumises aux joueurs soient transmises d'un club à l'autre de manière à prévenir une surenchère concernant le joueur autonome Alex Rodriguez.
En octobre 2008, l'Association des joueurs indiqua qu'elle envisageait de déposer une plainte relativement à une collusion supposée pour empêcher le joueur autonome Barry Bonds de décrocher un contrat avec l'une des 30 formations de la ligue. Aucune plainte ne fut déposée, mais Bonds ne revint pas au baseball après cette saison 2008.